# Máel Sechlainn mac Murchada Ua Máel Sechlainn
 Máel Sechlainn mac Murchada Ua Máel Sechlainn, († 1155) est  roi de Mide de 1152 à 1155.

## Origine
Máel Sechlainn mac Murchada Ua Máel Sechlainn est le 3e fils  Murchad mac Domnaill Ua Máel Sechlainn lui-même fils de  Domnall mac Flainn Ua Máel Sechlainn, roi de Mide de 1087 à 1094.

## Contexte
En 1152, une armée menée par Muirchertach MacLochlainn pénètre dans le royaume de Mide jusqu'à Rath-Ceannaigh, l'actuelle Rathkenny dans le comté de Meath, où il convoque les « Hommes d'Irlande ». Toirdelbach Ua Conchobair entre également dans le Mide et rencontre Ua Lochlainn et Diarmait Mac Murchada, roi de Leinster. À cette occasion, ils décident ensemble de diviser le royaume de Mide en deux parties, il attribue Cluain-Iraird à l'ouest à Murchadh Ua Máel Sechlainn, et l'est du Mide à son fils Máel Sechlainn.
Les trois monarques s'emparent ensemble des domaines des Conmhaícne (en) sur Tigernán Mór Ua Ruairc, et après l'avoir vaincu, ils brûlent une cité nommée Bun-cuilinn, et attribuent la seigneurie au fils de Gillabraide Ua Ruairc, et des otages sont donnés à Toirdhealbhach Ua Conchobhair. À cette occasion, Dearbhforgaill, la fille de  Murchadh Ua Máel Sechlainn, épouse de Tigernán Mór Ua Ruairc, est « enlevée » par le roi de Leinster Diarmait, avec ses troupeaux et ses richesses; et il la prend pour femme avec l'accord de son frère, Máel Sechlainn.
La guerre éclate ensuite entre les Ui Briuin et les « Hommes de Meath »  La même année Domhnall Ua Cathasaigh, seigneur de Saithne, et tué par Máel Sechlainn, le fils de  Murchadh Ua Máel Sechlainn qui aveugle également son oncle Conchobar, fils du roi Domhnall Ua Máel Sechlainn (mort en 1094). L'année suivante, son père Murchad mac Domnaill Ua Máel Sechlainn, roi de Tara et de Mide, et des districts en dépendant en Airgíalla, et même pendant une période « roi d'une partie du Leinster », meurt à Dearmhach-Choluim-Chille 

## Succession
Deux ans plus tard, Máel Sechlainn, fils de Murchadh Ua Máel Sechlainn, « roi de Mide et d'une grande partie du Leinster », meurt à « la fleur de son âge et dans la nuit de la fête de Sainte Brigitte » , dans sa trentième année, après avoir fait pénitence, et absorbé une boisson empoisonnée,
Immédiatement après, une armée menée par Muircheartach, fils de Niall MacLochlainn, se rend à « Ath-Duine-Calman sur la rivière Inneoin » il prend des otages à Tethbae, et restitue la totalité des troupeaux des « Hommes de Mide » qu'il avait pillé. Enfin, il investit le royaume de Mide, du Lough Sheelin à la mer, au neveu du défunt roi: Donnchad mac Domnaill Ua Máel Sechlainn après cela il se retire dans ses domaines

## Sources
- (en) T.W Moody, F.X. Martin et F.J. Byrne, A New History of Ireland IX Maps, Genealogies, Lists. A companion to Irish History part II, Oxford, Oxford University Press, 2011, 690 p. (ISBN 978-0-19-959306-4).
- (en) Goddard Henry Orpen (Introduction de Seán Duffy), Ireland under the Normands 1169-1333, Dublin, Four Courts Press (réédition), 2005, 633 p. (ISBN 9781846828188), « I », p. 48,51,55:
- (en) Art Cosgrove (sous la direction de), Medieval Ireland 1169-1534, Oxford, Oxford University Press, coll. « A New History of Ireland » (no 2), 2008, 1004 p. (ISBN 978019 9539703), p. 77,79,83
- (en) Bart Jaski, Genealogical tables of medieval Irish royal dynasties, Dublin, Four Courts Press, 2013 (ISBN 9781846824265), p. 101 Tableau-22 Ua Maílsechlainn